# Cameron (Karolina Południowa)
Cameron – miasto w Stanach Zjednoczonych, w stanie Karolina Południowa, w hrabstwie Calhoun.